# 美花黄堇
美花黄堇（学名：Corydalis pseudocristata）为罂粟科紫堇属下的一个种。

## 扩展阅读
- 維基物種上的相關：美花黄堇